# 門登鎮區 (伊利諾伊州亞當斯縣)
門登鎮區（英語：Mendon Township）是位於美國伊利諾伊州亞當斯縣的一個行政鎮區。

## 地方資料
根據2010年美國人口普查的數據，門登鎮區的面積為95.20平方千米，當中陸地面積為94.90平方千米，而水域面積為0.30平方千米。當地共有人口1498人，而人口密度為每平方千米15人。